# Bahianofusus
Bahianofusus es un género de foraminífero bentónico de la subfamilia Thurammininae, de la familia Saccamminidae, de la superfamilia Saccamminoidea, del suborden Saccamminina y del orden Astrorhizida. Su especie tipo es Bahianofusus pontei. Su rango cronoestratigráfico abarca el Holoceno.

## Discusión
Clasificaciones previas incluían Bahianofusus en la subfamilia Argillotubinae, de la familia Allogromiidae y del orden Allogromiida.

## Clasificación
Bahianofusus incluye a la siguiente especie:
- Bahianofusus pontei